# The Charles C. Leary
The Charles C. Leary es el primer álbum de estudio por Devendra Banhart. Fue lanzado el 8 de agosto de 2002, a través del sello Hinah.

## Lista de canciones
1. "Bish-Bash Falls"
2. "Soothe My Soul, Mend My Mind"
3. "Sarah Sings"
4. "Mmplushumblehorse"
5. "Michigan State"
6. "Rainwater Pigfarmers"
7. "Aymama-Aymama"
8. "The Charles C. Leary"
9. "Whistling"
10. "The Thumbs Touch Too Much"
11. "Todo Los Dolores"
12. "Catastrophie"
13. "Me And Andy Singing El Rio"
14. "The Fish Are Scratched Up Flies"
15. "Artsandcrafts (Live at 40th St W.)"
16. "The Animal Map"
17. "Cada Casa Que Crece"
18. "Ride Away Like Roy Orbison"
19. "Red Lagoon Whistling"
20. "Noah"
21. "Cosmos and Damien"
22. "Aperpareplane (Early Recording)"
23. "I Played Organ While Colter Played Guitar"
24. "Joe Cain"